# Martina Apartments
Martina Apartments  es un edificio histórico ubicado en Miami, Florida.  Martina Apartments se encuentra inscrito  en el Registro Nacional de Lugares Históricos desde el 4 de enero de 1989. Forma parte del Downtown Miami MRA. 

## Ubicación
Martina Apartments se encuentra dentro del condado de Miami-Dade en las coordenadas 25°45′49″N 80°11′35″O / 25.763611, -80.193056.